# Hajkadzor
Hajkadzor – wieś w Armenii, w prowincji Szirak. W 2011 roku liczyła 380 mieszkańców.